# Opel Manta
Opel Manta var en bilmodel fra Opel. Modellen blev introduceret i 1970 og var Opels første coupé uden samme modelvariant i sedanudgave (f.eks. Kadett C). Opel Manta delte platform med Opel Ascona, men uden anden lighed end teknik.

## Opel Manta A (1970-1975)
Manta A var den første generation af Opels nye coupé. De første varianter fra 1970-1973 indeholdt følgende motorvarianter:
- 1,2L OHV
- 1,6L CIH
- 1,9L CIH

Alle varianter kom med enten 4 trins manuelt gear eller automatgear. Mantaens motor var udviklet i bl.a. Opel Rekord, og Opels meget succesrige CIH-motor blev nu brugt i alle Opels modeller. I toppen af serien var Manta 1,9 SR, som var en sportspræget version. Denne havde tre ekstra VDO-instrumenter i midterkonsollen (quartzur, olietryksmåler og voltmeter). Bilen havde desuden en af flere sportslige lakeringer (sommergul, højorange, lyseblå, hvid, sølv eller giftgrøn). Dertil sorte stafferinger på siden og mellem baglygter, samt en sortlakeret motorhjelm.
Bilen blev hurtigt populær, også i USA, hvor en stor del af de producerede biler blev eksporteret til. 
I 1973 fik bilen et mindre facelift. Dette bestod af sidespejle i begge sider, et ændret instrumentborddesign, der nu gjorde det muligt at få bilens blæser og varmeapparat til at blæse luft på de forreste sideruder, samt en meget vigtig sikkerhedsmæssig faktor, nemlig B-stolpen som tidligere modeller ikke havde. Dette gjorde bilen en del mere sikker i trafikken ved sammenstød. Opel lancerede også i 1974 deres GT/E model, som havde en 1,9 liters CIH motor med et førstegenerations Bosch multipoint benzinindsprøjtningssystem, der optimerede motorens ydelse til 105 hk. Modellen fik samme farvetema som den tidligere SR, dog med noget mere markante sidestafferinger i matsort, ligesom diverse kofangere og kromlister nu også var matsorte. Desuden blev bilen udstyret med sportssæder, frontspoiler, og som ekstraudstyr kunne bilen leveres med 40 % spærret bagtøjsdifferentiale, tågelygter under forkofangeren samt letvægtsfælge i 6 x 13". 

### Specialversioner af Manta A
Der findes to producerede specialversioner af Manta A. 
- "Turbomanta" som startede som et projekt fra Opels side, der blev produceret tre eksemplarer. Opel Manta A SR til projektet, og bilerne blev ombygget i England af D:O:T Dealer Opel Team. Bilerne blev udstyret med en lavkomprimeret version af 1,9N CIH motoren, og fik en Holset turbolader monteret sammen med en karburator integreret i et stort plenumkammer. Resultatet blev 156 hk og imponerende resultater. Bilen blev dog aldrig produceret af Opel, men DOT i England var så interesserede i bilen, at de selv valgte at producere et ganske begrænset oplæg på ca. 25 biler. Disse biler anses i dag som ekstremt sjældne.[kilde mangler]
- "TE2800" var et hollandsk projekt fra firmaet Transeurop Engineering. I 1973 forsøgte Opel og firmaet Irmscher sig med en 6-cylindret prototype af Mantaen beregnet til motorsport. Dog vandt tanken aldrig helt indpas, og Irmscher og Opel droppede derfor projektet. Transeurop Engineering tog dog projektet op igen, uden hjælp fra Opel. Det viste sig også at være et større projekt. Den store 2,8-liters 6-cylindrede rækkemotor fra Opel Commodore GS blev brugt og krævede en stor ombygning af fronten samt forstærkning af bærende dele. Der blev ifølge manden bag Transeurop Engineering, Nic Heylen, produceret præcist 81 eksemplarer, selvom det i mange år har været opfattelsen at antallet var 78 eller 79 biler.[kilde mangler] Opel ville ikke officielt have noget med bilen at gøre, hvorfor bilerne ikke bærer Opel-mærket og -navnet, men i stedet har bogstaverne "TE" som logo. TE2800 var grundet en perfekt afstemt gearkasse og bagtøjsgearing, højt moment fra motoren og stadig lav vægt ekstremt hurtig, og kunne uden problemer tage kampen op med biler som Porsche 911. 0-100 var overstået på 7,6 sekunder og topfarten lå på lige over 200 km/t. Bilerne anses som ekstremt sjældne, og det vurderes, at der eksisterer ca. 30 stk. i dag, hvoraf der findes et enkelt eksemplar i Danmark.[kilde mangler]

## Opel Manta B (1975-1988)
Manta B var efterfølgeren til Manta A og blev lanceret som direkte afløser for A modellen. B modellen var meget mere moderne i udføring, og nogle meget vigtige sikkerhedsopdateringer var også implementeret i det nye design. B modellen var også mere rummelig end A modellen. B modellen kom i 1975 med følgende motorvarianter:
- 1,2L OHV
- 1,6L CIH
- 1,9L CIH
- 1,9L GTE CIH

Motorvarianterne var direkte taget fra A serien. Dog blev den nye 2,0 CIH med 100 hk introduceret i 1979, og 1,6-liters udgaven forsvandt samtidig med. GT/E modellen fik også 2,0-motoren med samme indsprøjtning som tidligere, hvilket øgede ydelsen til 110 hk. Der fandtes på ganske kort tid et hav af modelvarianter i alle prisklasser, og bilen blev enormt populær i hele Europa. I 1981 fik modellen et facelift, og dette lod sig bemærke ved at bilen nu havde fire luftgæller i næsen frem for to, ligesom kromkofangere og -lister blev udskiftet med plastickofangere. GSi modellen så også dagens lys og introducerede en forbedret udgave af Bosch indsprøjtningen, der nu også omfattede magnetelektronisk tænding. I 1983 havde Opel også udviklet en ny serie af motorer til at erstatte den nu aldrende CIH motor. Den nye motor var med OHC layout og kom i Mantaen som en 1,3 liters og en 1,8 liters udgave. Begge modeller var uden ret meget udstyr og var ment som "øko" modeller, både grundet indkøbspris, men også benzinøkonomi. 
I 1983 kom også sportsudgaven "I400" og senere i 1984 kom også "I200" og "I240" modellerne.

### Specialversioner af Manta B
I 1981 lavede Opel en aftale med Irmscher GmbH om at lave udgaver til Motorsport af både Ascona B og Manta B modellerne. Modellen de byggede blev benævnt "i400". Der blev lavet store ændringer og forstærkninger på karosseriet, og teknisk blev der også ændret på væsentlige ting. Herunder kan nævnes skivebremser på bagakslen, spærret differentiale, ZF gearkasse, udvidet karosseri bygget i en kevlar/kulfiberlegering, alle ruder blev udskiftet med letvægts plastic materiale, samt motoren blev special bygget til netop denne model. Motorens basis var en 2,0E CIH hvor motorblok og krumtap blev brugt. Hertil specielle Mahle stempler, og engelske "Cosworth" blev bedt om at producere et 16-ventilet topstykke med to overliggende knastaksler. Resultatet var ret dårligt, og efterfølgende forsøgte Opel og Irmscher sig med andre udkast til motoren der ganske enkelt ikke ydede nok. Resultatet blev en 2,3 liters CIH diesel motorblok og krumtap, der sammen med andre plejlstænger øgede volumen til 2,4 liter. Dette gav resultater. I racetrim ydede disse biler over 300 hk. Mantaen blev særdeles populær og vandt en del rallys i de tidlige 80'ere, ligesom den også med succes deltog i Paris Dakar rallyet. Der blev grundet FISAs krav til homologerede racerbiler bygget i alt 400 eksemplarer (deraf navnet i400), hvoraf ca. halvdelen blev solgt til privatpersoner, dog i en noget neddroslet version med 144 hk. 
Efter succes med i400 modellen, blev i200 og i240 (hhv 125 hk og 135 hk) lavet og solgt i noget større oplæg, men anses dog stadig i dag som relativt sjældne. "i" modellerne er nemme at kende på at de alle er enten polarhvide, eller sølvgrå. Hertil stafferinger, og tydelig i200/240 mærkning på døre og frontspoiler. Kabinen er i alle "i" modeller en Recaro kabine, hvor der er store Opelmærker på sædernes siddeflader.

## Mantaens afvikling
I august 1988 kørte den sidste Opel Manta B af samlebåndet. Det sidste år var modelprogrammet reduceret til GSI modellen, med alt i ekstraudstyr. Ganske kort efter lancerede Opel deres næste coupé i rækken, nemlig Calibra. 
Opel Manta blev bygget i to udgaver i sammenlagt 18 år, hvoraf B modellen blev bygget i de 13 år. 
Bilerne er den dag i dag blevet liebhaverbiler hvad angår A modellerne, og B modellerne er stadig populære blandt såvel liebhavere som unge mennesker grundet dens sportslige udseende og stadig den dag i dag fornuftige ydelse.[kilde mangler]